# Clementina de Jesus
Clementina de Jesus, de son nom complet Clementina de Jesus da Silva, dite aussi Tina ou Quelé, née le 7 février 1901 à Valença et morte le 19 juillet 1987 à Rio de Janeiro, est une chanteuse de samba et de musique populaire brésilienne (MPB).

## Biographie

### Jeunesse
Clementina de Jesus naît dans le quartier Carambita, dans la banlieue de Valencia en 1901. L'année de ses huit ans, sa famille déménage à Rio de Janeiro, dans le quartier Osvaldo Cruz.

### Début de sa carrière
Pendant vingt ans, elle travaille comme femme de ménage et serveuse ; en parallèle, durant ses temps libres, elle suit les cours de l'École de samba Portela.
En 1940, après son mariage, elle passe à l'École de samba Mangueira.

### Consécration et succès
En 1963, elle devient célèbre grâce à Hermínio Bello de Carvalho qui l'avait invitée à participer au show Rosa de Ouro (qui faisait des tours dans les métropoles du Brésil) et qui lui fait éditer son premier disque avec la EMI-Odeon.
Elle fut célébrée par Elton Medeiros avec la pièce Clementina, Cadê Você? et par Clara Nunes avec P.C.J., Partido Clementina de Jesus, en 1977, écrite par le musicien Candeia. En 1983 beaucoup d'artistes, — parmi lesquels Paulinho da Viola, João Nogueira et Elizeth Cardoso — lui ont rendu hommage lors d'un grand show au Théâtre municipal de Rio de Janeiro.

### Mort
Elle décède d'un ictus à Rio de Janeiro, le 19 juillet 1987.

## Postérité
Même si sa carrière fut tardive et courte, Clementina de Jesus est une des voix les plus populaires et connues au Brésil pour les musiques MPB et de samba ; à cause de sa douceur et sa simplicité, on l'appelait souvent « maman ».

## Discographie

### LP
- 1966 - Clementina de Jesus (Odeon MOFB 3463)
- 1970 - Clementina, cadê você? (MIS 013)
- 1973 - Marinheiro Só (Odeon SMOFB 3087)
- 1976 - Clementina de Jesus - convidado especial: Carlos Cachaça (EMI-Odeon SMOFB 3899)
- 1979 - Clementina e convidados (EMI-Odeon 064 422846)

### Participations
- 1965 - Rosa de Ouro - Clementina de Jesus, Araci Cortes e Conjunto Rosa de Ouro (Odeon MOFB 3430)
- 1967 - Rosa de Ouro nº 2 - Clementina de Jesus, Araci Cortes e Conjunto Rosa de Ouro (Odeon MOFB 3494)
- 1968 - Gente da Antiga - Pixinguinha, Clementina de Jesus e João da Baiana (Odeon MOFB 3527)
- 1968 - Mudando de Conversa - Cyro Monteiro, Nora Ney, Clementina de Jesus e Conjunto Rosa de Ouro (Odeon MOFB 3534)
- 1968 - Fala Mangueira! - Carlos Cachaça, Cartola, Clementina de Jesus, Nelson Cavaquinho e Odete Amaral (Odeon MOFB 3568)
- 1982 - O Canto dos Escravos - Clementina de Jesus, Tia Doca e Geraldo Filme - Canto dos Escravos (Vissungos) da Região de Diamantina - MG. Memória Eldorado

### Compilation
- 1999 - Raízes do Samba - Clementina de Jesus (EMI 522659-2)